# علف عشقی (سرده)
علف عشقی (نام علمی: Coelachyrum) نام یک سرده از تیره گندمیان است.